# Ospedale degli Incurabili (Genova)
L'ospedale degli Incurabili, detto anche ospedale dei Cronici, popolarmente chiamato l'Ospedaletto, era un ospedale di Genova. Sorgeva nel quartiere di Portoria accanto all'ospedale di Pammatone e per circa quattro secoli, dall'inizio del Cinquecento agli anni venti del Novecento, è stata la più importante istituzione genovese per l'assistenza ai malati cronici e mentali.

## Storia
Nel periodo tra Medioevo e Rinascimento numerosi benestanti, mossi dalla fede religiosa o semplicemente dalla volontà di contribuire al bene della città, donavano parte del loro patrimonio per interventi a favore delle persone più bisognose. Queste iniziative benefiche cercavano di intervenire nei limiti delle possibilità del tempo per alleviare le situazioni di infermità causate dalle difficili condizioni di vita della maggior parte della popolazione, sottoalimentata, con altissimi tassi di mortalità infantile ed una speranza di vita che non superava i 50 anni. In questi ricoveri, che avevano soprattutto lo scopo di separare dal resto della società gli individui più deboli, le istituzioni pubbliche, in assenza di conoscenze mediche che consentissero una vera e propria cura, non potevano far altro che limitarsi all'esercizio della pietà verso i malati.

### Le origini
Nel solco di questa tradizione si colloca la figura di Ettore Vernazza, che insieme ad un gruppo di ricchi benefattori nel 1499 fondò un ospedale, il cosiddetto "Ridotto dei poveri infermi di S. Maria", in cui erano accolti i malati cronici o incurabili, embrione di quello che sarebbe poi divenuto l'ospedale degli Incurabili.
(Federico Alizeri, Guida artistica per la città di Genova, Gio. Grondona Q. Giuseppe, Genova, 1847)
Ettore Vernazza (1470-1524), discepolo di santa Caterina Fieschi, era un ricco notaio che, rimasto vedovo, decise di dedicare la vita alla cura dei bisognosi; fu il fondatore della "Fraternità del Divino Amore", che aveva lo scopo di prestare assistenza materiale e spirituale alle categorie più derelitte della società del tempo, mendicanti, orfani e trovatelli, prostitute, carcerati, vecchi abbandonati, malati di mente e tutti quelli affetti da malattie croniche o incurabili, che secondo le intenzioni del fondatore non dovevano essere semplicemente assistiti, ma "onorati" in quanto immagine di Cristo stesso.
Il Vernazza fu il primo a creare in Italia, i cosiddetti "ospedali degli incurabili"; la "Fraternità del Divino Amore" negli anni successivi avrebbe istituito ospedali analoghi in numerose città italiane; dopo aver fondato quello di Genova, lo stesso Vernazza istituì personalmente anche quello di Roma, ristrutturando, con il sostegno di papa Leone X, l'antico e ormai fatiscente ospedale di San Giacomo in Augusta che il papa gli aveva messo a disposizione. Questi ospedali avevano lo scopo di accogliere i malati cosiddetti incurabili, che in quel tempo erano soprattutto quelli affetti da malattie veneree, in particolare la sifilide, una malattia a trasmissione sessuale che proprio in quegli anni aveva iniziato a diffondersi in Europa, propagata probabilmente dalle truppe del re francese Carlo VIII e per questo era chiamata mal francese. Il contagio dalle parti intime si estendeva a tutto il corpo e quindi al sistema nervoso centrale. Poiché a quell'epoca non esistevano cure per questa malattia, le persone che ne erano colpite erano spesso abbandonate e lasciate morire nelle strade o sui gradini delle chiese.
Nel 1500 i "Provvisòri" dell'ospedale chiesero ed ottennero dal Senato della Repubblica di sottoporre l'istituzione all'autorità del governo, superando anche l'opposizione dei responsabili dell'ospedale di Pammatone che, in forza del breve di papa Sisto IV avrebbero voluto sottomettere il nuovo ricovero, con tutti i suoi proventi, alla loro amministrazione. Questa obiezione non fu accolta dal governo, considerando che lo statuto di Pammatone prevedeva esclusivamente il ricovero di malati curabili.
Nel 1512 furono inglobati nel complesso dell'ospedale la duecentesca chiesa di S. Colombano e l'annesso convento, dal 1530 affidati ai Cappuccini incaricati dell'assistenza spirituale ai malati.

### Dal XVII al XIX secolo
Negli anni successivi, a partire dal XVII secolo, oltre ai sifilitici, furono ammessi nell'ospedale gli epilettici e dal 1605 anche i malati mentali, inizialmente per periodi limitati. Fu un processo assai lento: ad essi furono riservati inizialmente solo tre posti letto, che salirono gradualmente a ottanta nel 1651.
Pochi anni più tardi, con l'apertura dell'Albergo dei Poveri, i dementi tranquilli (quelli classificati come "fatui" o "melanconici") furono accolti nel nuovo istituto, riservando agli "Incurabili" quelli "furiosi" o "frenetici".
Nell'istituto, che poteva accogliere fino a settecento ricoverati, accanto ai medici operavano nelle cure dei malati le suore Brignoline, mentre l'assistenza spirituale, come già accennato, era affidata ai padri Cappuccini.
A partire dal 1797 l'amministrazione dell'ospedale fu unita a quella di Pammatone. Dall'agosto del 1841, con l'apertura del nuovo manicomio nella zona di Arbara (attuale via Cesarea, nel quartiere di San Vincenzo), vi furono gradualmente trasferiti i malati mentali, perciò molti posti letto restarono vuoti.

### Il XX secolo (la chiusura e la demolizione)
Negli anni venti del Novecento, le attività, funzioni e arredi dell'Ospedaletto (compresa la ricca raccolta di vasi in ceramica della farmacia, ora presso i civici musei genovesi) e molte delle statue dei benefattori furono trasferite al nuovo ospedale di S. Martino. Tra queste la grande statua in marmo del fondatore Ettore Vernazza, scolpita da Santo Varni nel 1867 e oggi collocata nell'atrio del palazzo dell'amministrazione dell'ospedale. Una statua in marmo raffigurante l'Immacolata, di scuola lombarda del Settecento, fu anch'essa trasferita a S. Martino e collocata in cima al viale principale, ai piedi della scalinata che conduce alla chiesa interna all'ospedale.
L'edificio, dopo la dismissione, ospitò per un certo periodo la sede genovese dell'Opera Nazionale Dopolavoro e uffici comunali. Semidistrutto dai bombardamenti della seconda guerra mondiale, quanto restava del complesso fu demolito negli anni sessanta con l'attuazione del "Piano particolareggiato di Piccapietra", che ha trasformato l'antico quartiere popolare in un moderno centro direzionale e commerciale.

## Il complesso degli edifici
(Agostino Giustiniani, "Annali della Repubblica di Genova", 1537)
Il complesso che comprendeva l'ospedale, la chiesa di San Colombano e l'annesso convento era situato nell'area compresa tra via Ettore Vernazza, piazza Piccapietra e il Teatro Carlo Felice, nei pressi della centralissima Piazza De Ferrari. Su quest'area oggi sorge il palazzo della Banca Passadore, affacciato sulla via intitolata al fondatore dell'ospedale.

### Ospedale
Come sottolineato dal Giustiniani, l'edificio che ospitava l'ospedale vero e proprio, di forma irregolare, era molto vasto. Nel 1780 fu realizzata una nuova facciata sul lato dell'edificio rivolta verso via Giulia, alla quale l'ospedale era collegato da una breve salita. Nel nuovo prospetto, che sostituiva il precedente ingresso sul lato a monte, furono inserite le statue dei dogi Giacomo De Franchi (Francesco Maria Schiaffino, 1756) e Stefano Lomellini (Pasquale Bocciardo, 1763). Il disegno della facciata, molto apprezzata al suo tempo per la semplicità e l'eleganza delle linee, si deve all'architetto ticinese Giacomo Maria Gaggini, noto principalmente per questa realizzazione.

### Chiesa di San Colombano
La chiesa, costruita intorno alla metà del Duecento da un certo Pietro Burbaglia, era annessa ad un convento di monache cistercensi, chiuso all'inizio del Cinquecento. Nel 1512 chiesa e convento furono incorporati nel vicino ospedale, appena edificato, e nel 1530 affidati ai padri Cappuccini. Chiesa e il convento furono demoliti negli anni sessanta del Novecento insieme all'ospedale.
Nella chiesa si trovavano dipinti di Domenico Fiasella, Luca Cambiaso e altri artisti genovesi dei secoli XVI e XVII. Sulla facciata era un affresco raffigurante Maria con i santi Giovanni Battista e Colombano, attribuito a Lazzaro Calvi.